# Sperm
Sperm (en español, "Esperma") es el segundo álbum de la banda alemana de metal industrial Oomph!, al igual que el primero contiene temas tanto en alemán como en inglés. Es considerado uno de los primeros álbumes del Neue Deutsche Härte. El disco consta de 12 temas y fue lanzado en 1994. Se caracteriza por el uso de sonidos de guitarras compactas y distorsionadas, sonidos electrónicos y una voz más fuerte. En aquel entonces Oomph! crecía comercialmente. De Sperm se editaron promocionaron varios sencillos: el primero, "Breathtaker" (1993), con remezclas de las canciones "Breathtaker" y "U-Said"; el segundo, "Sex" (1994), el cual contaría con la publicación de su primer videoclip (1994). Finalmente, se hizo un tercero llamado "3+1" (1994), con remixes de las canciones "Suck-Taste-Spit", "Feiert Das Kreuz", "Das ist Freiheit" y una canción llamada "Fleisch".

## Lista de canciones
| N.º | Título             | Traducción           | Duración |  |
| 1.  | «Suck-Taste-Spit»  | Chupa–Prueba–Escupe  | 4:41     |  |
| 2.  | «Sex»              | Sexo                 | 3:07     |  |
| 3.  | «War»              | Guerra               | 4:13     |  |
| 4.  | «Dickhead»         | Cabeza de Verga      | 3:44     |  |
| 5.  | «Schisma»          | Discordia            | 1:05     |  |
| 6.  | «Feiert das Kreuz» | Celebren la cruz     | 4:55     |  |
| 7.  | «Love»             | Amor                 | 4:22     |  |
| 8.  | «Das ist Freiheit» | Eso es Libertad      | 5:39     |  |
| 9.  | «Kismet»           | Destino              | 2:47     |  |
| 10. | «Breathtaker»      | Tomador de respiro   | 4:55     |  |
| 11. | «Ich bin der Weg»  | Yo soy el camino     | 5:05     |  |
| 12. | «U-Said (Live)»    | Tú dijiste (En vivo) | 4:22     |  |

## Curiosidades
- La banda lanzó un videoclip para la canción "Sex", siendo este el primero en su historia. MTV toleró el título de la canción, sin embargo su paciencia terminó al mostrar en el video a una pareja de ancianos teniendo sexo. Consecuentemente el video, junto con la portada del sencillo, fueron vetados.
- La canción final, "U-Said", originalmente incluida como lado b del sencillo "Breathtaker", fue grabada de un concierto en vivo en Estados Unidos en 1993. A la fecha es la única grabación o prueba de algún recital de la banda en territorio norteamericano.
- Existen 3 portadas del disco, debido a que la original con el fondo en color carmín mostrando chorros de semen fue bastante controvertida, por lo que una edición censurada se lanzó con un fondo rojo, además existe una edición limitada con fondo negro. Esta últimas dos son piezas de coleccionista, ya que son muy difíciles de conseguir actualmente.